# Makaka éditions
 (avril 2025).
Makaka Éditions est une maison d'édition française de bandes dessinées, de BD-jeux et de livres-jeux.

## Présentation
Makaka Editions a été fondée par Shuky Médina et Sarah Laca, en 2007. Depuis sa création, la maison s'attache, notamment, à découvrir et à accompagner de jeunes auteurs, qui se distinguent par leurs talents graphiques et scénaristiques. Spécialisée dans le domaine de la bande dessinée, des BD-jeux et des livres-jeux, la vocation de Makaka Editions est de proposer des narrations atypiques et inventives. 

## Le concept signature: La BD dont vous êtes le héros
En 2012, Shuky Médina imagine un concept qui deviendra la signature de la maison : La BD dont vous êtes le héros.
Cette collection, destinée aux jeunes et aux adultes, sera étendue à tous les publics, dès 3 ans, avec La BD dont tu es le petit héros, puis élargie avec Le livre illustré dont vous êtes le héros. 
Shuky Médina décline le concept original pour permettre des jeux à plusieurs, avec la collection Les jeux dont vous êtes les héros. 
En 2022, la gamme "dont vous êtes le héros" compte une cinquantaine de titres. 

## Le catalogue en France et à l'international
En 2022, le catalogue complet de Makaka Editions réuni plus d'une centaine de titres, destinés à tous les publics : jeunesse à partir de 3 ans, adolescents et adultes. 

À l’international, une quarantaine de titres traduits sont traduits dans une quinzaine de pays, en  2022. 
Prix et distinctions
- Festival International de la bande dessinée d'Angoulême 2023, Sélection pour le prix des écoles : La grande escalade de Arthur Du Coteau
- Festival International de la bande dessinée d'Angoulême 2009, Sélection pour le prix Tournesol : Ecolo Attitude de Shuky et Waltch